# Shivania
Shivania är ett släkte av insekter. Shivania ingår i familjen dvärgstritar.
Kladogram enligt Catalogue of Life:
| Shivania | \| \| Shivania modestus \| \| \| \| \| \| Shivania serrata \| \| \| \| |
|          | \| \| Shivania modestus \| \| \| \| \| \| Shivania serrata \| \| \| \| |
|          | Shivania modestus                                                      |
|          |                                                                        |
|          | Shivania serrata                                                       |
|          |                                                                        |